# دن اوبرایان
 دن اوبرایان (انگلیسی: Dan O'Brien؛ زاده ۱۸ ژوئیهٔ ۱۹۶۶) ورزشکار اهل ایالات متحده آمریکا است.